# Georges Dransart
Georges Dransart   (14è districte de París, 12 de maig de 1924 - Créteil, 14 de juny de 2005) fou un piragüista francès que combinà les aigües tranquil·les i el descens d'aigües braves, que va competir entre finals de la dècada de 1940 i començaments de la de 1970.
El 1948 va prendre part en els Jocs Olímpics d'Estiu de Londres, on va disputar dues proves del programa de piragüisme. En ambdues, formant parella amb Georges Gandil, el C-2 1.000 metres i C-2 10.000 metres, guanyà la medalla de bronze. Quatre anys més tard, als Jocs de Hèlsinki, fou quart en el C-2 1.000 metres. El 1956, a Melbourne, disputà els seus tercers i darrers Jocs. Formant parella amb Marcel Renaud guanyà la medalla de plata en el C-2 10.000 metres, mentre en el C-2 1.000 metres, també amb Renaud com a parella, fou quart.
En el seu palmarès també destaquen dues medalles de plata al Campionat del Món de piragüisme en aigües tranquil·les de 1950, i sis medalles d'or, una de plata i una de bronze al Campionat del Món de piragüisme en aigües braves entre 1959 i 1971.
Entre 1962 i 1971 fou director tècnic de la Federació Francesa de caiac i canoa.